# Francia en los Juegos Olímpicos de Lake Placid 1980
Francia estuvo representada en los Juegos Olímpicos de Lake Placid 1980 por un total de 22 deportistas que compitieron en 6 deportes.  
La portadora de la bandera en la ceremonia de apertura fue la esquiadora alpina Fabienne Serrat.

## Medallistas
El equipo olímpico francés obtuvo las siguientes medallas:
| Nombre        | Deporte      | Competición       |
| ------------- | ------------ | ----------------- |
| Oro           |              |                   |
| —             |              |                   |
| Plata         |              |                   |
| —             |              |                   |
| Bronce        |              |                   |
| Perrine Pelen | Esquí alpino | Eslalon gigante F |